# Веспер, Вальтер
Вальтер Веспер (нем. Walter Vesper; 26 июня 1897, Бармен — 17 декабря 1978, Берлин) — видный деятель немецкого рабочего движения, политик, дипломат.

## Биография
В юности вступил в ряды молодёжной рабочей социал-демократической организации, с 1914 года — член движения свободных профсоюзов. Участник Первой мировой войны с 1915 по 1918 год. В 1918 году — член Союза Спартака, участник Ноябрьской революции 1918 года и вооружённых боёв в Берлине и Руре за упразднение монархии и создание Веймарской республики.
Вальтер Веспер был одним из основателей Коммунистической партии Германии. С 1928 по 1933 год занимал ряд ответственных партийных постов. В 1930 году обучался в партийной школе им. Розы Люксембург при КПГ в Берлине.
После захвата власти нацистами в 1933 г., был арестован и находился в заключении до 1934 года. В 1935 году эмигрировал, сначала в Чехословакию, а затем — в СССР.
Участник Гражданской войны в Испании. С 1937 по 1939 год Веспер — боец интернациональных бригад.
Под псевдонимом Петер Норка действовал под непосредственным руководством резидента НКВД и советника республиканского правительства по безопасности в Испании А. М. Орлова. Участвовал в операциях по дискредитации и разложению антисталинской Рабочей партии марксистского единства (ПОУМ).
С 1939 года жил на нелегальном положении в Париже, в 1940 был интернирован. После побега из тюрьмы, с 1940 года жил во Франции незаконно, продолжая активно участвовать в политической жизни КПГ. С 1942 года воевал против нацистской оккупации в рядах французского Сопротивления.
После окончания войны, с 1945 года занимал руководящие посты в партийном руководстве КПГ района Нижний Рейн-Вестфалия. С октября 1946 по сентябрь 1949 года был заместителем председателя парламента федеральной земли Северный Рейн-Вестфалия.
Позже избирался депутатом Бундестага. В 1952 году вместе со своей женой Элизабет переехал в ГДР. До 1959 занимал пост заместителя руководителя правления Национального фронта ГДР.
Дипломат. С 1959 года Вальтер Веспер работал в Министерстве иностранных дел ГДР, в 1959—1961 был послом в Венгрии, с 1961 по 1965 г. — послом в Чехословакии.
Также был членом Президиума общества ГДР при Организации Объединенных Наций.

## Награды
- Орден Карла Маркса
- Орден «За заслуги перед Отечеством» I степени (ГДР)